# Cynthia subfracta
Cynthia subfracta är en fjärilsart som beskrevs av Stack 1925. Cynthia subfracta ingår i släktet Cynthia och familjen praktfjärilar. Inga underarter finns listade i Catalogue of Life.